# Funció de versemblança
Una Funció de versemblança o be funció de probabilitat (sovint anomenada simplement probabilitat) mesura fins a quin punt un model estadístic explica la dades observades calculant la probabilitat de veure aquestes dades sota diferents paràmetres valors del model. Es construeix a partir de la distribució de probabilitat conjunta de la variable aleatòria que (presumiblement) va generar les observacions. Quan avaluat en els punts de dades reals, esdevé una funció únicament dels paràmetres del model.
A l'estimació de màxima versemblança, l'argument que maximitza la funció de probabilitat serveix com a estimació puntual per al paràmetre desconegut, mentre que la informació de Fisher (sovint aproximada per la matriu hessiana de la probabilitat al màxim) dóna una indicació de la precisió de l'estimació.

## Definició
La funció de versemblança, parametritzada per un paràmetre (possiblement multivariant) {\textstyle \theta }, normalment es defineix de manera diferent per a discreta i contínua probabilitat distribucions (a continuació es discuteix una definició més general). Donada una funció de densitat o massa de probabilitat
{\displaystyle {\mathcal {L}}(\theta \mid x).}
on {\textstyle x} és una realització de la variable aleatòria {\textstyle X}, la funció de probabilitat és {\displaystyle \theta \mapsto f(x\mid \theta ),}
escrit sovint
{\displaystyle {\mathcal {L}}(\theta \mid x).}
En altres paraules, quan {\textstyle f(x\mid \theta )} es veu com una funció de {\textstyle x} amb {\textstyle \theta } fixat, és una funció de densitat de probabilitat, i quan es veu com una funció de {\textstyle \theta } amb {\textstyle x} fixat, és a funció de probabilitat. En el paradigma freqüentista, la notació {\textstyle f(x\mid \theta )} sovint s'evita i, en canvi, {\textstyle f(x;\theta )}  o {\textstyle f(x,\theta )} s'utilitzen per indicar que {\textstyle \theta } es considera com un quantitat desconeguda fixa més que com una variable aleatòria condicionada.
La funció de probabilitat "no" especifica la probabilitat que {\textstyle \theta } sigui la veritat, donada la mostra observada {\textstyle X=x}. Aquesta interpretació és un error comú, amb conseqüències potencialment desastroses (vegeu fal·làcia del fiscal).

### Distribució de probabilitat discreta
Sigui {\textstyle X} una variable aleatòria discreta amb funció de massa de probabilitat {\textstyle p} depenent d'un paràmetre {\textstyle \theta }. Després la funció
{\displaystyle {\mathcal {L}}(\theta \mid x)=p_{\theta }(x)=P_{\theta }(X=x),}
considerada com una funció de {\textstyle \theta }, és la funció de probabilitat, donada el resultat {\textstyle x} de la variable aleatòria {\textstyle X}. De vegades, la probabilitat del "valor {\textstyle x} de {\textstyle X} per al valor del paràmetre {\textstyle \theta } "  s'escriu com a P(X = x | θ) or P(X = x; θ). La probabilitat és la probabilitat que s'observi un resultat determinat {\textstyle x} quan el valor real del paràmetre és {\textstyle \theta }, equivalent al massa de probabilitat en {\textstyle x}; no és una densitat de probabilitat sobre el paràmetre {\textstyle \theta }. La probabilitat, {\textstyle {\mathcal {L}}(\theta \mid x)}, no s'ha de confondre amb {\textstyle P(\theta \mid x)}, que és la probabilitat posterior de {\textstyle \theta } donades les dades {\textstyle x}.
En canvi, a l'estadística bayesiana, l'estimació d'interès és la conversa de la probabilitat, l'anomenada probabilitat posterior del paràmetre donat les dades observades, que es calcula mitjançant Regla de Bayes.
Donat un model estadístic paramètric {\displaystyle (\Omega ,{\mathcal {F}},\{P_{\theta },\theta \in \Theta \})} i un vector aleatori {\displaystyle X=(X_{1},...,X_{n}):{\tilde {\Omega }}\longrightarrow \Omega \subseteq \mathbb {R} ^{n}} amb llei desconeguda {\displaystyle P_{\theta }} sobre {\displaystyle (\Omega ,{\mathcal {F}})}; la funció de versemblança és un concepte introduït per Fisher que en donem una definició particular:
{\displaystyle L:\Omega \times \Theta \longrightarrow \mathbb {R} _{+}}
{\displaystyle (x,\theta )\longrightarrow L(x,\theta )=} {\displaystyle P_{\theta }} quan {\displaystyle P_{\theta }} és discreta
{\displaystyle f_{\theta }(x)} si {\displaystyle P_{\theta }} és absolutament continua amb densitat {\displaystyle f_{\theta }}